# Abraham George Ellis

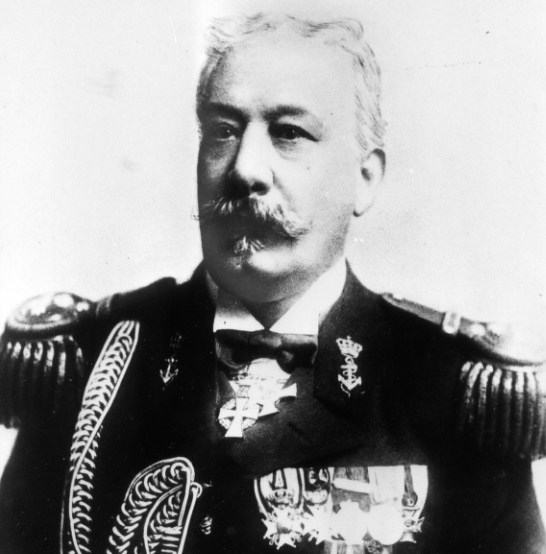
Vizeadmiral Abraham George Ellis (1904)

Abraham George Ellis (* 26. August 1846 in Paramaribo, Suriname; † 29. November 1916 in Amsterdam) war ein niederländischer Vizeadmiral und parteiloser Politiker, der unter anderem zwischen 1903 und 1905 Marineminister im Kabinett Kuyper und als solcher 1905 zwei Mal kurzzeitig kommissarischer Außenminister war.

## Leben

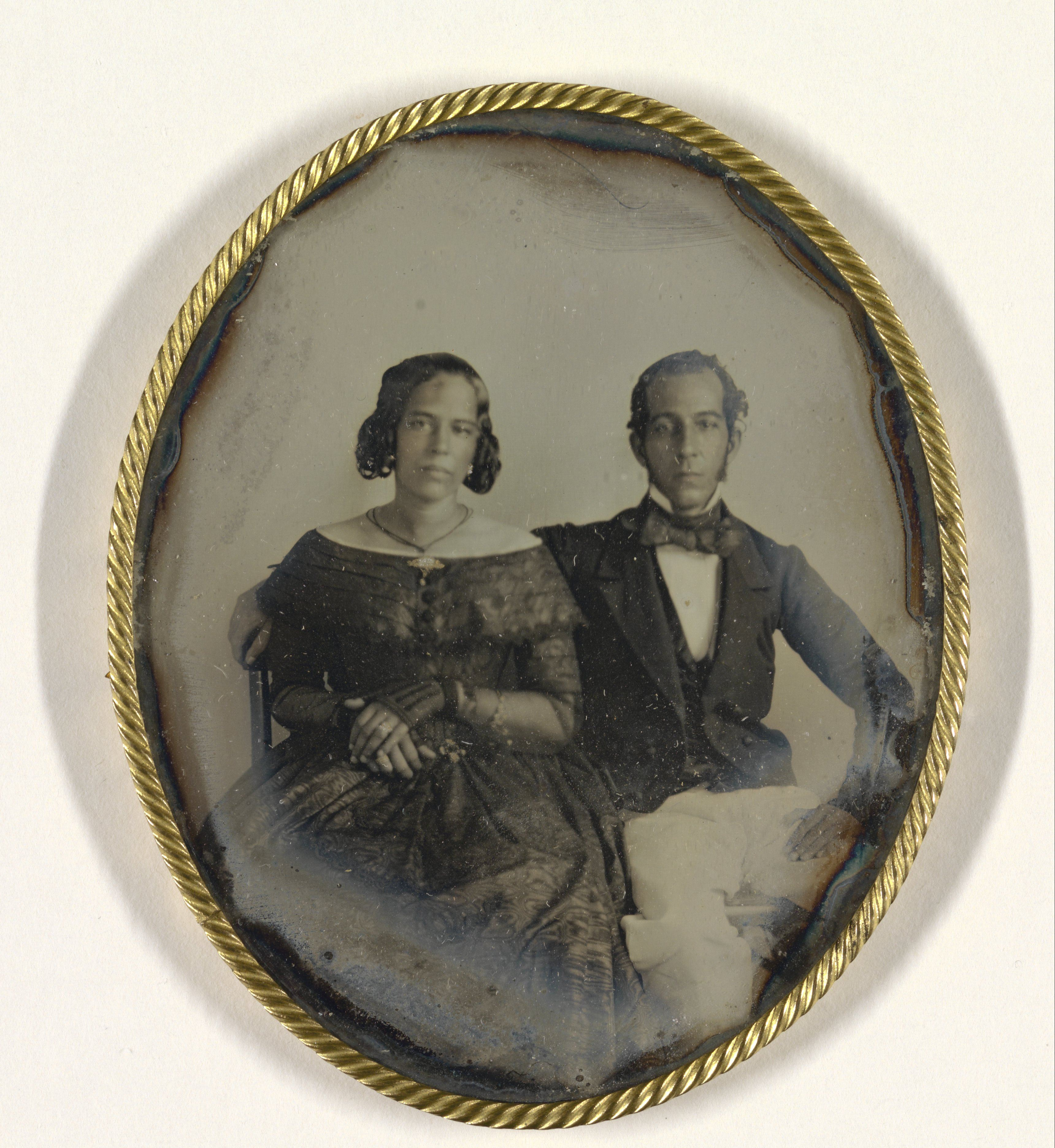
Daguerreotypie von Johannes Ellis sowie der aus Suriname freigekauften ehemaligen Sklavin Maria Louise de Hart, der Eltern von Abraham George Ellis (1846)

Abraham George Ellis war ein Sohn des hochrangigen Hofbeamten Johannes Ellis sowie der aus Suriname freigekauften ehemaligen Sklavin Maria Louise de Hart. Sein Vater wiederum war der uneheliche Sohn von Abraham de Veer, der unter anderem zwischen 1822 und 1828 Gouverneur der Kolonie Niederländisch-Guayana war, sowie dessen aus Ghana stammenden Haushälterin Fanny Ellis. Er selbst begann 1860 eine Ausbildung zum Seeoffizier, die er am 1. Dezember 1874 abschloss. Er war als Oberleutnant zur See Adjutant des Marineministers sowie von Vizeadmiral Johan Willem Binkes, der später sein Schwiegervater wurde. Er war in Niederländisch-Indien tätig, wo er zuletzt Kommandant der dortigen Seestreitkräfte war. Zeitweilig fand er Verwendung in der Marinetorpedo-Abteilung sowie in der Personalabteilung der Marine. Als Kapitän zur See (Kapitein-ter-zee) wurde er 1901 Kommandant des Geschützten Kreuzers Hr. Ms. Utrecht. Er befand sich vom 8. bis zum 10. April 1902 in einer diplomatischen Sondermission zu Verhandlungen beim Staatspräsidenten von Venezuela Cipriano Castro. Nach seiner Beförderung zum Konteradmiral (Schout-bij-nacht) der Königlichen Marine (Koninklijke Marine) am 2. Juni 1902 fungierte er zwischen dem 2. Juni 1902 und dem 16. März 1903 als Kommandierender Direktor der Marinedirektion Willemsoord sowie in Personalunion als Kommandant des Marinestützpunkts Den Helder. Aufgrund seines harten Vorgehens gegen die Mitglieder des Matrosenbundes, einer eher sozialistischen Marinevereinigung, erhielt er den Beinamen als Sozialistenfresser (socialistenvreter).
Als Nachfolger des am 12. Dezember 1902 verstorbenen Vizeadmiral Gerhardus Kruys wurde Ellis am 16. März 1903 Marineminister (Minister van Marine) im Kabinett Kuyper und bekleidete dieses Ministeramt bis zum 16. August 1905. Am 2. Juni 1904 wurde er zum Vizeadmiral (Vice-admiraal) befördert. Zugleich fungierte er zwischen dem 9. März und 22. April 1905 sowie abermals vom 7. bis zum 16. August 1905 als kommissarischer Außenminister (Minister van Buitenlandse Zaken ad interim). Am 16. August 1905 wurde er Sonderadjutant von Königin Wilhelmina.
Am 1. Dezember 1905 schied A. G. Ellis aus dem aktiven Militärdienst und war Mitgründer der Königlichen Marinevereinigung Onze Vloot, deren Präsident er bis 1913 war. Zudem wurde er 1912 Mitglied des Aufsichtsrates der Koninklijke Nederlandse Petroleum Maatschappij sowie 1916 Mitglied des Vorstands der Koloniale Rubber Maatschappij. Er verstarb während einer Sitzung dieses Gremiums am 29. November 1916 an den Folgen eines Herzinfarkts. Er wurde für seine Verdienste Kommandeur des Orden vom Niederländischen Löwen.